# تحليل النظم الأساسية
تحليل النظم الأساسية، هي منهجية نشرها ستيفن م. مكمينامين وجون إف بالمر عام 1984م، وكانت جديدة آنذاك لتحليل الأنظمة الإنشائية بناءً على مفهوم تقسيم الأحداث.
وماهيّة أي نظام هي "أداءه المطلوب بغض النظر عن التكنولوجيا المستخدمة لتنفيذ النظام"، وبعبارة أخرى هو نموذج لما يجب على النظام تنفيذه بغض النظر عن كيفية قيامه بذلك.

## المتطلبات
اقترحت المنهجية أن التوصل إلى المتطلبات الصحيحة لنظام المعلومات يستلزم تطوير نموذج أساسي للنظام، بناءً على مفاهيم تقنية داخلية دقيقة، تتألف من:
- ذاكرة ممتازة، سريعة وواسعة لا محدودة.
- معالج ممتاز ذو قدرة وسرعة عاليتين.

وقد عُدّلت المنجية لاحقًا من قبل إدوارد يوردون من أجل تطوير التحليل الإنشائي الحديث.
وكانت النتيجة الرئيسية هي طريقة جديدة وأكثر تنظيما لتطوير مخططات تدفق البيانات، وهي الأداة الأكثر تميزًا في التحليل الإنشائي.